# Gabriele Steidl
Gabriele Steidl (nascida Drauschke, 1963) é uma matemática alemã, com interesses de pesquisa incluindo análise harmônica computacional, otimização convexa e processamento de imagem. É professora de matemática da Universidade Técnica de Berlim.

## Formação e carreira
Steidl estudou matemática na Universidade de Rostock, obtendo um doutorado (Dr. rer. nat.) em 1988 e a habilitação em 1991. Sua tese de doutorado, Grundlagen schneller Algorithmen für verallgemeinerte diskrete Fouriertransformationen, foi orientada por Manfred Tasche.
Após prestar consultoria para uma empresa de seguros alemã, foi professora assistente da Universidade Técnica de Darmstadt em 1993. Foi para a Universidade de Mannheim como professora em 1996, mudando novamente para a Universidade Técnica de Kaiserslautern em 2011 antes de assumir seu cargo atual na Universidade Técnica de Berlim em 2020.

## Livro
Steidl é co-autora do livro Numerical Fourier Analysis (Birkhäuser, 2019), com Gerlind Plonka, Daniel Potts e Manfred Tasche.